# (10482) Dangrieser
(10482) Dangrieser (1983 RG2) – planetoida z grupy pasa głównego asteroid okrążająca Słońce w ciągu 3,48 lat w średniej odległości 2,29 j.a. Odkryta 14 września 1983 roku.